# 619 Triberga
619 Triberga eller 1906 WC är en asteroid i huvudbältet, som upptäcktes 22 oktober 1906 av den tyska astronomen August Kopff i Heidelberg. Den är uppkallad efter den tyska orten Triberg.
Asteroiden har en diameter på ungefär 29 kilometer.